# إيرين تيشوك
إيرين تيشوك (من مواليد 25 أكتوبر 1994) هي عداءة كندية تتنافس في المقام الأول على حلبات سباق 3000 متر .  مثلت بلادها في بطولة العالم عام 2015 في بكين بدون التأهل للنهائي. في يوليو 2016 ، تم تعيينها رسميا في الفريق الأولمبي الكندي . 

## روابط خارجية
- إيرين تيشوك على موقع الاتحاد الدولي لألعاب القوى (الإنجليزية)
- إيرين تيشوك على موقع الدوري الماسي (الإنجليزية)
- إيرين تيشوك على موقع أوليمبيديا (الإنجليزية)
- إيرين تيشوك على موقع اللجنة الأولمبية الكندية (الإنجليزية)